# 王雋
王雋（？—1787年4月25日），浙江仁和人，清朝官員。

## 生平
王雋為乾隆二十一年（1756年）丙子科舉人。曾任晉江知縣。
乾隆四十七年（1782年）擔任台灣府北路理番同知，并署理彰化縣事。乾隆五十一年十二月（1787年2月）再署北路理番同知。乾隆五十二年三月初八日（1787年4月25日），林爽文起事軍攻佔鳳山縣，王雋殉職。